# Guerre algéro-tunisienne de 1807
Batailles
Bataille de Constantine (1807)
Siège de Constantine (1807)
Bataille de l'oued El Serrat
La guerre algéro-tunisienne de 1807 est un conflit qui oppose, du 13 au 16 juillet 1807 la régence d'Alger sous le règne d'Ahmed II et la régence de Tunis sous le règne de Hammouda Pacha.
Les deux armées se rencontrent dans la région de l'oued El Serrat près de la ville tunisienne du Kef. Les combats ont lieu pendant quelques jours, à l'issue desquels les Algériens sont vaincus et dispersés entre les villages et la campagne du Kef.

## Contexte historique
Ahmed II exige du bey de Tunis le versement d'un tribut et la renonciation à toute souveraineté sur l'île de Tabarka. La rupture devient complète, deux frégates algériennes bloquent La Goulette et le bey de l'Est reçoit l'ordre d'exécuter des razzias sur les tribus tunisiennes.

## Déroulement
En 1807, Hammouda Pacha, souverain de Tunis, déclare la guerre à la régence d'Alger : une véritable armée d'invasion, composée non seulement de troupes régulières, mais encore de plusieurs tribus, telles que les Drid, marche sur Constantine pour s'en emparer. Hussein, fils de Salah Bey, alors gouverneur de la province, réunit à la hâte le peu de troupes qu'il a sous la main et tente de résister aux environs de Bin-el-Berar, ruisseau qui coule à cinq kilomètres à l'est de la ville. Il se heurte sans aucun succès à cette armée et, face à ce premier échec, s'éloigne aussitôt dans la direction de Djemila, puis chez les Rir'a de Sétif, sans vouloir une seconde fois tenter le combat ; il ne revient à Constantine qu'un mois après avec les troupes de secours envoyées d'Alger. Les Tunisiens dressent leur camp sur les plateaux du Mançoura et de Sidi-Mabrouk et, pendant un mois et un jour, assiègent Constantine sans interruption. Cependant, le siège de Constantine est rapidement levé.
Hussein, à la tête d'une puissante armée composée des troupes venues d'Alger et des contingents de toutes les tribus de la province de Constantine, fait son entrée sur le territoire tunisien dans un contexte de massacres et de pillage. Arrivés sur les bords de l'oued El Serrat, affluent de l'oued Mellègue, ils trouvent tout à coup devant eux les troupes de Hammouda Pacha venues pour leur disputer le passage. Tout annonce que les Algériens vont remporter une nouvelle victoire, qui leur ouvrirait probablement les portes du Kef et les conduirait ainsi jusqu'à Tunis. Toutefois, trop confiants dans ce premier succès, ils les laissent s'éloigner. Les Tunisiens ayant eu le temps de se remettre de leur première surprise, se reforment ; leur artillerie tonne sur les Algériens agglomérés dans le premier camp. Hussein Bey, lui-même, abandonne le champ de bataille, jetant la confusion dans les troupes algériennes. Le bachagha essaie de résister avec ses troupes régulières mais, se voyant débordé de tous côtés et sans espoir de secours au milieu des populations hostiles, il est également contraint d'effectuer sa retraite, après avoir perdu beaucoup de troupes et un matériel considérable.